# Ionel Ciunt
Ionel Ciunt (n. 5 noiembrie 1963) este un deputat român, ales în 2024 din partea PSD. 